# Nagroda Renaudot

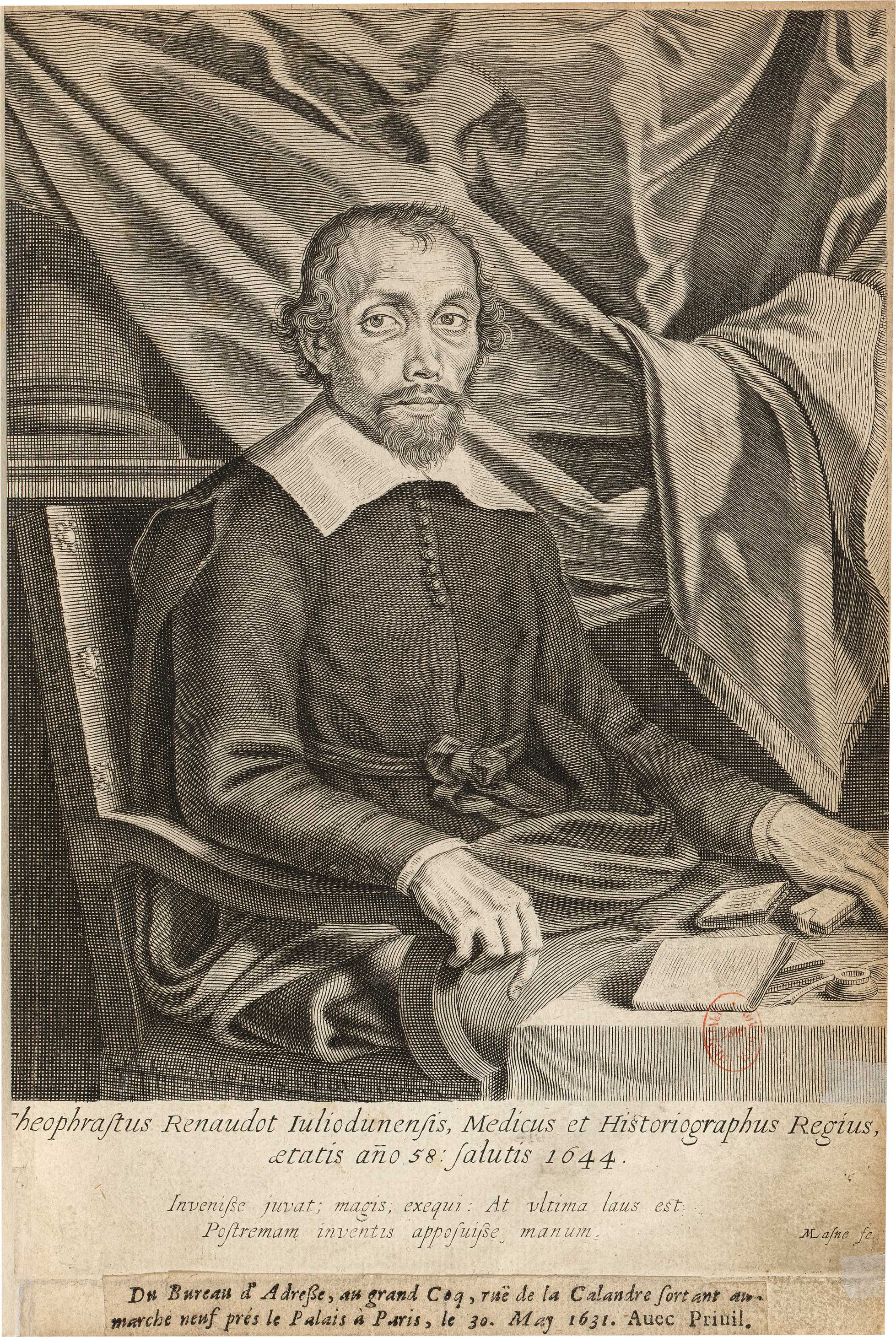
Théophraste Renaudot

Nagroda Renaudot (fr. Prix Renaudot) – francuska nagroda literacka, przyznawana od 1926 roku. Jej nazwa pochodzi od nazwiska Théophraste’a Renaudota, XVII-wiecznego lekarza i założyciela pierwszej we Francji gazety („La Gazette”).

## Laureaci
- 1926: Armand Lunel, Nicolo-Peccavi ou l'affaire Dreyfus à Carpentras
- 1927: Bernard Nabonne, Maïtena,
- 1928: André Obey, Le Joueur de triangle,
- 1929: Marcel Aymé, La Table aux crevés
- 1930: Germaine Beaumont, Piège
- 1931: Philippe Hériat, L'Innocent
- 1932: Louis-Ferdinand Céline, Podróż do kresu nocy (Voyage au bout de la nuit)
- 1933: Charles Braibant, Le roi dort
- 1934: Louis Francis, Blanc,
- 1935: François de Roux, Jours sans gloire
- 1936: Louis Aragon, Piękne dzielnice (Les Beaux Quartiers)
- 1937: Jean Rogissart, Mervale
- 1938: Pierre-Jean Launay, Léonie la bienheureuse
- 1939: Jean Malaquais, Les Javanais
- 1940: Jules Roy, La Vallée heureuse
- 1941: Paul Mousset, Quand le temps travaillait pour nous
- 1942: Robert Gaillard, Les Liens de chaîne
- 1943: André Soubiran, J'étais médecin avec les chars
- 1944: Roger Peyrefitte, Les Amitiés particulières
- 1945: Henri Bosco, Stary dom (Le Mas Théotime)
- 1946: David Rousset, L'Univers concentrationnaire
- 1947: Jean Cayrol, Żyć będę cudzą miłością (Je vivrai l'amour des autres)
- 1948: Pierre Fisson, Voyage aux horizons
- 1949: Louis Guilloux, Le Jeu de patience
- 1950: Pierre Molaine, Les Orgues de l'enfer
- 1951: Robert Margerit, Le Dieu nu
- 1952: Jacques Perry, L'Amour de rien
- 1953: Célia Bertin, La Dernière Innocence
- 1954: Jean Reverzy, Le Passage
- 1955: Georges Govy, Le Moissonneur d'épines
- 1956: André Perrin, Le Père
- 1957: Michel Butor, La Modification
- 1958: Édouard Glissant, La Lézarde
- 1959: Albert Palle, L'Expérience
- 1960: Alfred Kern, Le Bonheur fragile
- 1961: Roger Bordier, Les Blés
- 1962: Simone Jacquemard, Le Veilleur de nuit
- 1963: Jean-Marie Gustave Le Clézio, Protokół (Le Procès-verbal)
- 1964: Jean-Pierre Faye, L'Écluse
- 1965: Georges Perec, Rzeczy (Les Choses)
- 1966: José Cabanis, La Bataille de Toulouse
- 1967: Salvat Etchart, Le Monde tel qu'il est
- 1968: Yambo Ouologuem, Le Devoir de violence
- 1969: Max-Olivier Lacamp, Les Feux de la colère
- 1970: Jean Freustié, Isabelle ou l'arrière-saison
- 1971: Pierre-Jean Rémy, Le Sac du palais d'été
- 1972: Christopher Frank, La Nuit américaine
- 1973: Suzanne Prou, La Terrasse des Bernardini
- 1974: Georges Borgeaud, Le Voyage à l'étranger
- 1975: Jean Joubert, L'Homme de sable
- 1976: Michel Henry, L'Amour les yeux fermés
- 1977: Alphonse Boudard, Les Combattants du petit bonheur
- 1978: Conrad Detrez, L'Herbe à brûler
- 1979: Jean-Marc Roberts, Affaires étrangères
- 1980: Danièle Sallenave, Les Portes de Gubbio
- 1981: Michel Del Castillo, La Nuit du décret
- 1982: Georges-Olivier Châteaureynaud, La Faculté des songes
- 1983: Jean-Marie Rouart, Avant-Guerre
- 1984: Annie Ernaux, La Place
- 1985: Raphaëlle Billetdoux, Mes nuits sont plus belles que vos jours
- 1986: Christian Giudicelli, Station balnéaire
- 1987: René-Jean Clot, L'Enfant halluciné
- 1988: René Depestre, Hadriana moich marzeń (Hadriana dans tous mes rêves)
- 1989: Philippe Doumenc, Les Comptoirs du Sud
- 1990: Jean Colombier, Les Frères Romance
- 1991: Dan Franck, La Séparation
- 1992: François Weyergans, La Démence du boxeur
- 1993: Nicolas Bréhal, Les Corps célestes
- 1994: Guillaume Le Touze, Comme ton père
- 1995: Patrick Besson, Les Braban
- 1996: Boris Schreiber, Un silence d'environ une demi-heure
- 1997: Pascal Bruckner, Les Voleurs de beauté
- 1998: Dominique Bona, Le Manuscrit de Port-Ébène
- 1999: Daniel Picouly, L'Enfant léopard
- 2000: Ahmadou Kourouma, Allah n'est pas obligé
- 2001: Martine Le Coz, Céleste
- 2002: Gérard de Cortanze, Assam
- 2003: Philippe Claudel, Szare dusze (Les Âmes grises)
- 2004: Irène Némirovsky, Francuska suita (Suite française)
- 2005: Nina Bouraoui, Mes mauvaises pensées
- 2006: Alain Mabanckou, Mémoires de porc-épic
- 2007: Daniel Pennac, Chagrin d'école
- 2008: Tierno Monénembo, Le Roi de Kahel
- 2009: Frédéric Beigbeder, Francuska powieść (Un roman français)
- 2010: Virginie Despentes, Apocalypse bébé
- 2011: Emmanuel Carrère, Limonov
- 2012: Scholastique Mukasonga, Notre-Dame du Nil
- 2013: Yann Moix, Naissance
- 2014: David Foenkinos, Charlotte
- 2015: Delphine de Vigan, D'après une histoire vraie
- 2016: Yasmina Reza, Babylone
- 2017: Olivier Guez, La disparition de Josef Mengele
- 2018: Valérie Manteau, Le Sillon
- 2019: Sylvain Tesson, La Panthère des neiges
- 2020: Marie-Hélène Lafon, Histoire du fils[3]
- 2021: Amélie Nothomb, Premier Sang[4]
- 2022: Simon Liberati, Performance[5]
- 2023: Ann Scott, Les insolents[6]